# Stazione di Oliveri-Tindari
La stazione di Oliveri-Tindari è una stazione ferroviaria posta sulla linea Palermo-Messina al servizio del centro abitato di Oliveri e della vicina Tindari, frazione della città di Patti.

## Storia
La stazione venne originariamente realizzata come stazione passante in superficie lungo il tracciato della linea ferroviaria Palermo-Messina, costruita in ritardo rispetto al programma iniziale della Società Vittorio Emanuele. I lavori furono completati successivamente dalla Società Italiana per le Strade Ferrate Meridionali (dal 1872) e infine, dal 1885, dalla Società per le Strade Ferrate della Sicilia.
L'impianto entrò in esercizio il 15 giugno 1891, con l’apertura del tronco Barcellona–Oliveri della linea Messina–Palermo. Assunse origine come stazione capolinea indicata come "Oliveri", fino al 24 maggio 1892, quando il prolungamento verso Patti fu completato mediante una galleria al Torrente Timeto.
In origine, la stazione era dotata di un piano caricatore coperto, un Magazzino Merci, un ponte a bilico e una rampa di accesso per i rotabili. Un binario tronco adiacente al magazzino era utilizzato per i carri merci, poi destinato ai mezzi di servizio.
Il 1º settembre 1908 la stazione assunse il nome "Oliveri‑Tindari". Verso la metà degli anni Novanta fu dismesso lo scalo merci; in seguito, fu chiuso il fabbricato viaggiatori e la stazione trasformata in fermata impresenziata.
Verso la metà degli anni novanta fu dismesso lo scalo merci e successivamente fu chiuso il fabbricato viaggiatori con i relativi servizi, trasformandola in una semplice fermata impresenziata per i treni regionali.
Il 15 gennaio 2008 fu soppressa la Cabina P.B., sede del banco ACE con blocco manuale, in concomitanza all'installazione del banco ACEI a blocco automatico a conta-assi Il 18 gennaio 2009, con l’introduzione del Sistema di Comando e Controllo (S.C.C.) sul tratto Barcellona–Patti, fu eliminato il Dirigente Movimento, sancendo l'impresenziamento della stazione.

## Strutture e impianti

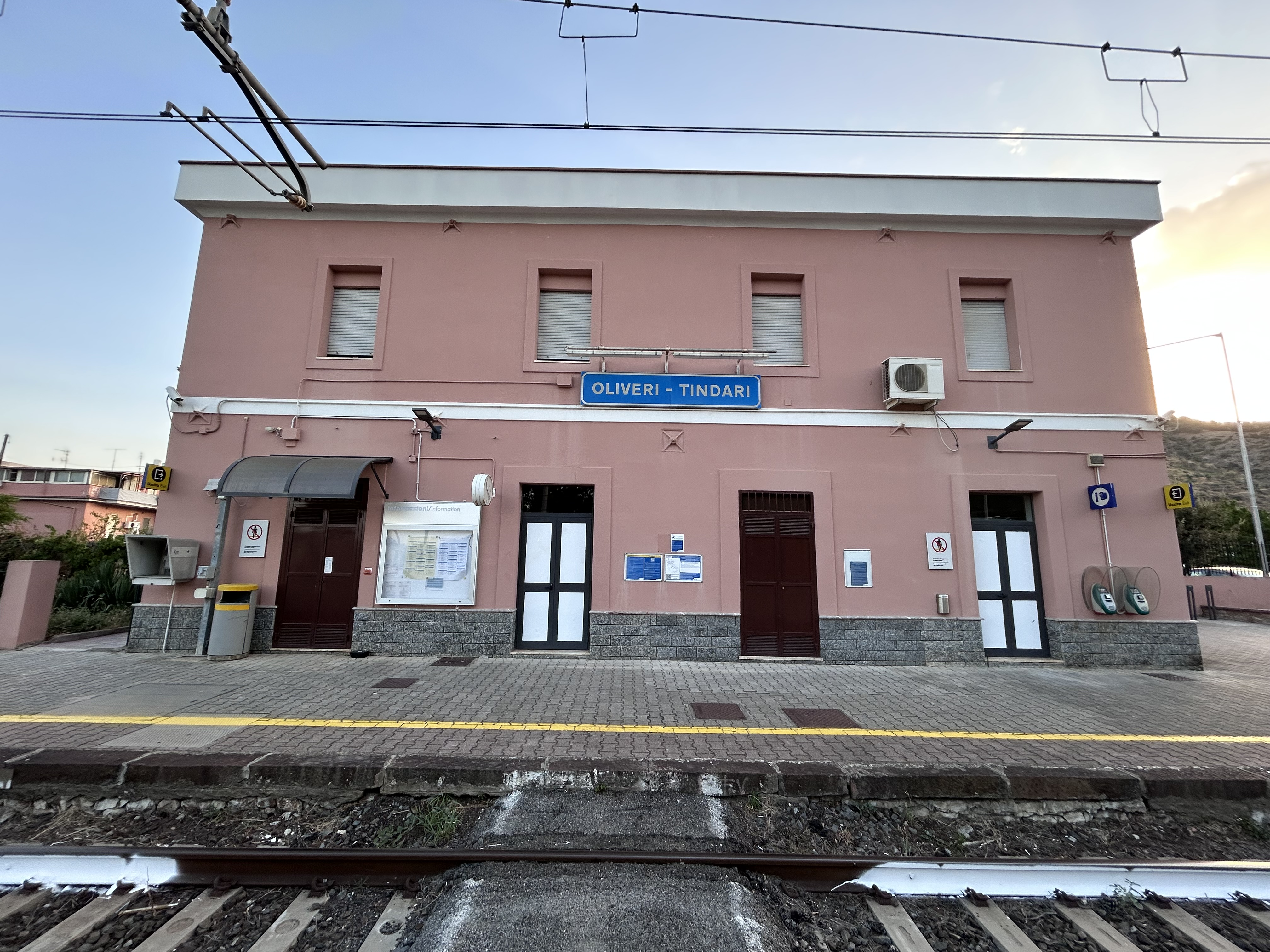
Il fabbricato viaggiatori nel 2025.

La stazione è situata al km 170+963 del tracciato della linea Palermo-Messina, lungo la linea diramata Bivio Terme Vigliatore – Patti-San Piero Patti, a circa 5 m slm
Il fabbricato viaggiatori è su due livelli, di cui il secondo piano era l'alloggio del capostazione, e non presenta elementi architettonici di rilievo.
Il fascio binari comprende complessivamente tre binari, di cui i due passanti, entrambi utilizzati per servizio viaggiatori, il I di corretto tracciato mentre il II utilizzato per gli incroci e/o per le precedenze; infine, il terzo è un piccolo binario tronco, ormai in disuso, per il vecchio scalo merci.
La stazione è gestita in telecomando dal DCO nell'impianto di Palermo Centrale.

## Movimento
È servita dai treni regionali che espletano servizio sulla linea ferroviaria Palermo – Messina.

## Servizi
La stazione, che RFI classifica nella categoria silver, dispone di:
- Biglietteria automatica
- Sala d'attesa
- Parcheggio

## Interscambi
- fermata AST
- Uber